# パレオキロプテリクス
パレオキロプテリクス (Palaeochiropteryx) は、新生代古第三紀始新世前期から中期にかけての約4,700万年前に生息したコウモリの絶滅した属。哺乳綱 - コウモリ目（翼手目）に属する。ドイツ、メッセル採掘場から産出。

## 概要

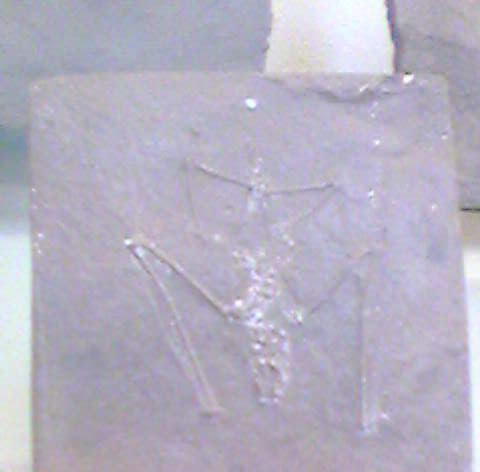
P. tupaiodon 化石

頭胴長約7cmの小型コウモリ。メッセル採掘場の油母頁岩には骨格がほぼ完全に保存され、翼の皮膜や胃内容物の痕跡も確認されている。このコウモリ形態は、ほぼ現生種と同じであった。翼は短く、植物の周囲や地表に近い所を飛んでいたと推定されている。胃の内容物の痕跡から、昆虫、特に小さなガやトビケラを食べていた事が分かっている。枝に止まって獲物を探し、空中で獲物を捕らえていたと推測される。
同時に4属7種のコウモリが発見されているが、これらは全て昆虫食であった。しかし、各々が特定の昆虫に特化し、棲み分けていた事が判明している。